# 格拉茲海姆
格拉茲海姆（Gladsheim），在北歐神話中，是屬於奧丁的宮殿。據說也是英靈殿—瓦爾哈拉的大廳，也稱作「金宮」（Bright Home）。
在這個大廳，有所有的神和女神們的寶座，也有說法是只有主要的十二位神的座位。這裡是眾神的議會大廳。